# Henry Harley Arnold
Pour les articles homonymes, voir Henry Arnold (sculpteur) et Arnold.
Henry Harley Arnold dit Hap, né le 25 juin 1886 à Gladwyne en Pennsylvanie et mort le 15 janvier 1950 à Sonoma en Californie, est un général américain qui a successivement été élevé au grade de général de l’US Army en 1944 puis de général de l'Air Force en 1949.
Pionnier de l'aviation aux États-Unis, il a occupé les postes de commandant de l'USAAC de 1938 à 1941 puis de chef d'état-major de l'USAAF de 1941 à 1946. Il reste à ce jour le seul officier de l'USAF à avoir obtenu « cinq étoiles », et le seul militaire à avoir obtenu « cinq étoiles » dans deux armées différentes des Forces armées américaines.
Il est l'un des fondateurs du projet RAND, qui a débouché sur la création de l'un des plus importants think tanks non lucratif pour une politique globale, la RAND Corporation, dépendant du département de la Défense des États-Unis, et un des fondateurs de la Pan American World Airways.

## Une carrière dévolue à l'aviation
Entré à l'Académie militaire de West Point en 1903, sous-lieutenant d'infanterie en 1907, il apprend à piloter avec les frères Wright et reçoit en 1912 le second brevet de pilote militaire délivré aux États-Unis. Marqué par la mort accidentelle de plusieurs camarades aviateurs et victime lui-même de deux accidents aériens — les 26 juin et 5 novembre 1912 — il demande à ne plus voler et est versé dans l'infanterie en juillet 1913 aux Philippines. En 1916, il est rappelé à la Section Aviation par le major William L.Mitchell en échange de sa promotion au grade de capitaine. Il regagne alors les États-Unis et reprend le pilotage jusqu'à parvenir à vaincre sa crainte de voler.
Affecté à l'état-major en juin 1917, il acquiert alors une solide expérience en matière de production aéronautique, de création de terrains et de formation du personnel, mais aussi du fonctionnement des institutions américaines ; il commence aussi à militer pour une aviation militaire indépendante. Le soutien appuyé de Billy Mitchell créant plus de jalousie que d'appuis, Arnold connaît durant les années qui suivent la fin de la Première Guerre mondiale une carrière en dents de scie jusqu'à son affectation à la tête de la division du Matériel aérien en 1930 et sa promotion au grade de lieutenant-colonel en février 1931. En novembre de la même année, il prend le commandement de la base de March Field, en Californie. En 1934, il mène un groupe de dix bombardiers Martin B-10 de Washington à Fairbanks.
Fin décembre 1935, il est promu assistant du chef d'état-major de l'Air Corps avec rang de brigadier général chargé des approvisionnements ; puis, il devient major général le 29 septembre 1938 avec sa nomination à la tête de l'Air Corps. Il promeut alors la recherche et le développement en matière aéronautique en attribuant des crédits à plusieurs instituts de recherches. En mars 1940, il met en garde le président Franklin D. Roosevelt contre les conséquences fâcheuses que la fourniture massive d'avions à l'Europe pourrait engendrer sur les plans de rééquipement de l'Air Corps.

## Bâtisseur de l'Air Force indépendante

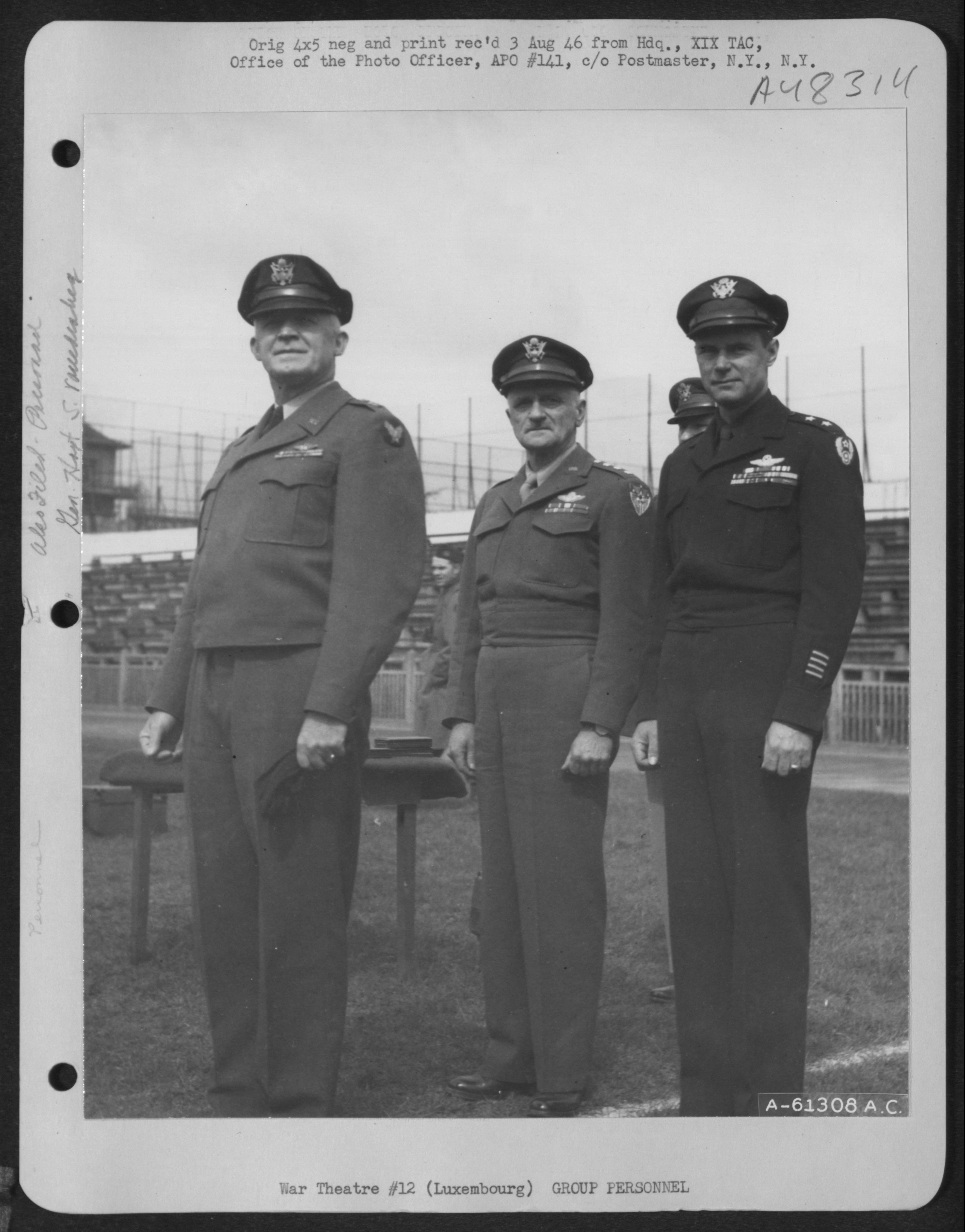
Les généraux Arnold, Spaatz et Vandenberg pendant la Seconde Guerre mondiale.

Maintenu à son poste de chef d'état-major de l'air à la création de l'USAAF le 20 juin 1941, "Hap" Arnold a donc la responsabilité de préparer l'implication des forces aériennes américaines dans la Seconde Guerre mondiale. Promu lieutenant général le 15 décembre 1941, il obtient l'autonomie complète de l'USAAF le 9 mars 1942 — War Dept Circular 59 — et devient de plein droit membre de l'État-Major américain (JCS) et interallié (CCS).
Tout au long du conflit son caractère emporté et sa difficulté à déléguer créent des tensions entre les différents états-majors régionaux ou au sein de l'État-Major américain. Il préfère se rendre compte lui-même de la situation sur le terrain plutôt que de lire des rapports dans son bureau : il effectue ainsi de nombreux déplacements. Mais il est aussi contraint de séjourner à plusieurs reprises à l'hôpital car il est victime de quatre attaques cardiaques entre le 28 février 1943 et le 17 janvier 1945. Promu général « quatre étoiles » le 19 mars 1943 à titre provisoire, il est à nouveau promu en tant que General of the Army (« 5 étoiles ») le 21 décembre 1944, ce qui le place au 4e rang dans la hiérarchie de l'US Army.
Souffrant d'arythmie cardiaque, le général Arnold interrompt une tournée en Amérique latine en janvier 1946 et quitte le service actif le 28 février suivant pour se retirer dans un ranch situé près de Sonoma, en Californie. Victime d'une nouvelle attaque cardiaque en janvier 1948, Henry H. Arnold est contraint de se limiter à sa pension militaire pour vivre ; il parvient à rédiger un livre de mémoires, Global mission.
Le 7 mai 1949, son titre de « général de l’US Army » est transformé en « General of the Air Force ».
Décédé début 1950, il a droit des funérailles nationales à Washington. Il est enterré dans la section 34 du Cimetière national d'Arlington.

## Ordres, décorations et médailles
SOURCE: AF Historical Study No. 91.

|  |  |  |             |
|  |  |  |             |
|  |  |  | Bronze star |
|  |  |  |             |
|  |  |  |             |
|  |  |  |             |
|  |  |  |             |
|  |  |  |             |
|  |  |  |             |
|  |  |  |             |
|  |  |  |             |

| Insigne de pilote de l'U.s. Air Force                                                                               | |                                                                    |                                                               |
| Army Distinguished Service Medal avec deux feuilles de chêne en bronze (October 1942, September 1945, October 1945) | Army Distinguished Service Medal avec deux feuilles de chêne en bronze (October 1942, September 1945, October 1945) | Legion of Merit                                                    | Legion of Merit                                               |
| Distinguished Flying Cross                                                                                          | Air Medal | World War I Victory Medal avec deux étoiles de campaigne           | American Defense Service Medal avec une étoile de service     |
| American Campaign Medal                                                                                             | European-African-Middle Eastern Campaign Medal                                                                      | Asiatic-Pacific Campaign Medal                                     | World War II Victory Medal                                    |
| Grand Croix de l'Ordre national de la Croix du Sud (Brésil)                                                         | Grand Croix de la Légion d'honneur (France)                                                                         | Grand Croix de l'Ordre de l'Aigle aztèque (Mexique)                | Chevalier de l'Ordre du Bain (Royaume Uni)                    |
| Grand Officier de l'Ordre du Ouissam alaouite (Maroc)                                                               | Grand Croix de l'Ordre du Soleil (Pérou)                                                                            | Order of the Army, Première classe (Guatemala)                     | Grand Croix de l'Ordre de la Couronne avec palme (Belgique)   |
| Croix de guerre avec palme en bronze (Belgique)                                                                     | Ordre du Mérite Militaire, Grand Croix (Brésil)                                                                     | Ordre du Mérite Aeronautique, Grand Officier (Brésil)              | Ordre du Mérite du Chili, Grand Croix                         |
| Ordre du Nuage et de la Bannière, avec Grand cordon spécial (République de Chine)                                   | Ordre de Boyacá, Grand Officier (Colombie)                                                                          | Ordre d'Abdón Calderón, Première classe (Ecuador)                  | Croix de guerre 1939–1945 avec palme en argent (France)       |
| Ordre de Georges Ier, Grand Croix (Grèce)                                                                           | Ordre militaire d'Italie, Grand Croix (Italie)                                                                      | Ordre d'Orange-Nassau, Chevalier Grand Croix avec épées (Pays-Bas) | Ordre de Vasco Núñez de Balboa, Grand Croix(Panama)           |
| Ordre de l'Épée, Grand Croix (Suède)                                                                                | Médaille du trophée MacKay                                                                                          | Croix de l'Aviation Péruvienne, Première classe (Pérou)            | Ordre du Mérite Militaire Mexicain, Première classe (Mexique) |
| Badge "Military Aviator" U.S. Air Force                                                                             | |                                                                    |                                                               |